# 2014年欧州議会議員選挙 (ポーランド)
2014年欧州議会議員選挙は、ヨーロッパにおける地域共同体であるEU（欧州連合）の議会である欧州議会を構成する欧州議会議員を全面改選するために行われた選挙（欧州議会議員選挙）で、EU加盟国であるポーランドでは2014年5月25日に投票が行われた。本稿ではポーランドにおいて行われた欧州議会議員選挙について解説する。

## 概要
欧州議会議員の任期（5年）が満了したことに伴って実施された選挙で、2004年にEU加盟を果たしたポーランドにおいては三回目の選挙となった。選挙の結果、国政与党である市民プラットフォーム（PO）と最大野党である「法と正義」（PiS）は共に19議席を獲得したが、得票率ではPOがPiSを僅差で制し、2007年総選挙以降の連続勝利記録を更新することに成功した。POとPiSの他は、民主左翼連合（SLD）が5議席（得票率9.44%）、新党である新右派会議は4議席（7.15%）、与党第2党のポーランド農民党（PSL）は4議席（6.80%）を獲得した。選挙前、議席獲得の可能性が指摘されていた連帯ポーランド（SP）と「ヨーロッパプラス-みんなの運動」（Europa Plus TR）及び「ポーランドと共に」は阻止条項である5%を上回る得票率を獲得できなかった。投票率は23.8%と、EU地域内においてスロバキアとチェコ及びスロベニアに次いで低かった。

## 選挙制度
- 定数（ポーランド割当分）：51名
- 選挙権：18歳以上のEU市民
- 被選挙権：21歳以上のEU市民で5年以上の居住要件を満たした者。
- 選挙制度：比例代表制（非拘束名簿）
- 選挙区：13選挙区
- 投票方法：候補者への投票（単記投票）。候補者が属している政党への得票として計算。
- 阻止条項：全国で有効得票5%以上
- 議席配分

1. まず全国レベルで票を集計し、ドント式で各政党に議席配分。
2. 「各選挙区の当該政党への得票×全国の当該政党の当選者数÷全国の当該政党の得票」の計算式で選挙区ごとの議席配分を決定。
3. 前述の計算式で算出された数値の整数部分を各選挙区への議席として配分。
4. 残余議席がある場合は、小数点以下が大きい選挙区に順に配分
5. 各選挙区での議席獲得状況に応じ、得票数が上位の候補者から順に当選。

出典：“欧州議会選挙 - 現行”.   中東欧・旧ソ連諸国の選挙データ. 2014年6月14日閲覧。

## 選挙結果
| 登録有権者数   | 30,636,537 |
| 投票用紙発行数 | 7,301,650  |
| 投票数         | 7,297,490  |
| 投票率         | 23.83%     |
| 有効投票数     | 7,069,485  |
| 有効投票率     | 96.88%     |

| 党派                                         | 得票数    | 得票率 | 当選者数 | 欧州議会 会派 |
| -------------------------------------------- | --------- | ------ | -------- | ------------- |
| PO 市民プラットフォーム                      | 2,271,215 | 32.13  | 19       | EPP           |
| PiS 法と正義                                 | 2,246,870 | 31.78  | 19       | ECR           |
| SLD-UP 民主左翼連合-労働連合                 | 667,319   | 9.44   | 5        | S&D           |
| KNP 新右派会議                               | 505,586   | 7.15   | 4        | Others        |
| PSL ポーランド農民党                         | 480,846   | 6.80   | 4        | EPP           |
| SP 連帯ポーランド                            | 281,079   | 3.98   | 0        |               |
| Europa Plus TR ヨーロッパプラス-みんなの運動 | 252,779   | 3.58   | 0        |               |
| PRJG ポーランドと共に                        | 223,733   | 3.16   | 0        |               |
| その他の政党                                 | 140,058   | 1.99   | 0        |               |
|                                              | 7,069,485 |        | 51       |               |

出典：“Wyniki głosowania”.   国家選挙委員会. 2014年6月14日閲覧。“Results of the 2014 European elections Results by country Poland”.   欧州議会. 2014年6月14日閲覧。本表では当選者を出した政党の他、有効得票2%以上を得た政党のみ個別名で掲載。それ以外の政党は「その他の政党」として得票を一括した。
| 党派 | 議席数 | 欧州議会会派 | 欧州議会会派 | 欧州議会会派 | 欧州議会会派 | 欧州議会会派 | 欧州議会会派 | 欧州議会会派 | 欧州議会会派 | 欧州議会会派 |
| 党派 | 議席数 | EPP          | S&D          | ALDE         | Greens/EFA   | ECR          | GUE/NGL      | EFD          | NI           | Others       |
| ---- | ------ | ------------ | ------------ | ------------ | ------------ | ------------ | ------------ | ------------ | ------------ | ------------ |
| PO   | 19     | 19           |              |              |              |              |              |              |              |              |
| PiS  | 19     |              |              |              |              | 19           |              |              |              |              |
| SLD  | 5      |              | 5            |              |              |              |              |              |              |              |
| KNP  | 4      |              |              |              |              |              |              |              |              | 4            |
| PSL  | 4      | 4            |              |              |              |              |              |              |              |              |
| 合計 | 51     | 23           | 5            | 0            | 0            | 19           | 0            | 0            | 0            | 4            |

- 欧州議会会派の凡例
  - EPP：欧州人民党
  - S&D：社会民主進歩同盟
  - ALDE：欧州自由民主同盟
  - Greens/EFA：欧州緑グループ・欧州自由連盟
  - ECR：欧州保守改革グループ
  - GUE/NGL：欧州統一左派・北方緑の左派同盟
  - EFD：自由と民主主義のヨーロッパ
  - NI：無所属
  - Others：新たに選出された議員で政治会派に属していない者